# Exalloniscus sumatranus
Exalloniscus sumatranus is een pissebed uit de familie Oniscidae. De wetenschappelijke naam van de soort is voor het eerst geldig gepubliceerd in 1991 door Manicastri & Taiti.